# Acidaminobacter
Acidaminobacter è un genere di batterio appartenente alla famiglia delle Clostridiaceae.